# Friedrich Niggli
Friedrich Niggli (* 15. Dezember 1875 in Aarburg; † 3. November 1959 in Zollikon) war ein Schweizer Komponist und Musikpädagoge.
Der Sohn des Musikhistorikers Arnold Niggli (1843–1927) war an der Zürcher Musikschule Schüler von Lothar Kempter, Friedrich Hegar und Robert Freund. Er studierte dann an der Akademie der Tonkunst in München Komposition bei Joseph Rheinberger und Klavier bei Heinrich Schwarz. 1897 setzte er seine Ausbildung am Hochschen Konservatorium in Frankfurt am Main bei Bernhard Scholz, Iwan Knorr und James Kwast fort. Zuletzt studierte er in Rom bei Giovanni Sgambati, in Paris bei Gabriel Fauré und in Berlin bei Heinrich Urban.
1900 kehrte Niggli nach Zürich zurück, wo er zunächst am Konservatorium, von 1921 bis 1936 an der Musikakademie Klavier unterrichtete. Mit Friedrich Hegar, Hans Huber und Hermann Suter gründete er den Schweizerischen Tonkünstlerverein.
Neben Instrumentalwerken und Festspielmusiken komponierte Niggli zahlreiche Chorwerke und Lieder, darunter mehrere Liedzyklen nach Schweizer Mundartdichtern wie Adolf Frey (Sechs Lieder in Schweizer Mundart), Meinrad Lienert (Schwyzer Liedli), Josef Reinhart und Ernst Eschmann. Insbesondere die acht Buechfinkeliedli nach Reinhart werden bis heute aufgeführt.